# Pidonia obscurior
Pidonia obscurior là một loài bọ cánh cứng trong họ Cerambycidae.